# Brigitte Tournebize
Brigitte Tournebize, née le 26 juin 1972, est une joueuse française de basket-ball évoluant au poste de meneuse de jeu.

## Biographie
Brigitte Tournebize est la tante d’Alicia Tournebize, joueuse du Tango Bourges Basket.
Après sa carrière de basketteuse, elle devient professeuse d’éducation physique et sportive, actuellement en poste dans l’académie de Clermont-Ferrand.